# Attelabus
Attelabus es un género de gorgojos de la familia Attelabidae. En 1758 Linnaeus describió el género. Esta es la lista de especies que lo componen:
- Attelabus bipustulatus
- Attelabus chalybaeus
- Attelabus championi
- Attelabus christophi
- Attelabus chrysidius
- Attelabus cicatricosus
- Attelabus cyaenus
- Attelabus cyanellus
- Attelabus cyaneoviridis
- Attelabus cyaneus
- Attelabus cyanipennis
- Attelabus cygneus
- Attelabus cylindricus
- Attelabus fossor
- Attelabus foveicollis
- Attelabus foveipennis
- Attelabus foveolatus
- Attelabus frumentarius
- Attelabus fulvitarsis
- Attelabus funereus
- Attelabus fuscicornis
- Attelabus fuscirostris
- Attelabus gemmatus
- Attelabus genalis
- Attelabus geoffroyanus
- Attelabus gestroi
- Attelabus giganteus
- Attelabus glaber
- Attelabus globosus
- Attelabus gnomoides
- Attelabus indicus
- Attelabus indigaceus
- Attelabus intermedius
- Attelabus ircutensis
- Attelabus jekeli
- Attelabus klugi
- Attelabus klugii
- Attelabus melanurus
- Attelabus metallicus[2]
- Attelabus mollis
- Attelabus monoceros
- Attelabus morio
- Attelabus mundanus
- Attelabus munroi
- Attelabus mutabilis
- Attelabus mutillarius
- Attelabus mutus
- Attelabus nanus
- Attelabus nigrirostris
- Attelabus nigriventris
- Attelabus nitens
- Attelabus nitensiformis
- Attelabus nitidus
- Attelabus notatus
- Attelabus nourricheli
- Attelabus quattuordecimpunctatus
- Attelabus quinquepunctatus
- Attelabus regularis
- Attelabus rhinomacer
- Attelabus rhois
- Attelabus rostratus
- Attelabus rubricollis
- Attelabus rubrodorsatus
- Attelabus rudis
- Attelabus sichuanensis[2]
- Attelabus sphageus
- Attelabus spiculatus
- Attelabus spinicollis
- Attelabus spinifex
- Attelabus spinipes
- Attelabus spinosus
- Attelabus splendens
- Attelabus striatus
- Attelabus subcyaneus
- Attelabus sulcifrons
- Attelabus sumptuosus
- Attelabus surinamensis
- Attelabus suturalis
- Attelabus tranquebaricus
- Attelabus trapezicollis
- Attelabus tricolor
- Attelabus tristis
- Attelabus troglodytes
- Attelabus tuberculosus
- Attelabus tuberifer
- Attelabus unicolor
- Attelabus unifasciatus
- Attelabus uniformis
- Attelabus wagneri
- Attelabus variabilis
- Attelabus variegatus
- Attelabus variolosus
- Attelabus vernalis